# Estribo (anatomía)
En anatomía, el estribo o estapedio es un hueso perteneciente a la cadena de huesecillos del oído medio de los mamíferos, localizado en la caja del tímpano. Se articula por un lado con el yunque (otro huesecillo del oído medio) y por otro con la ventana oval, a la que se adhiere. Pertenece a lo que se ha venido en llamar el aparato de acomodación del oído. 
El músculo del estribo está inervado por el VII par craneal (Facial). Es el hueso más pequeño del cuerpo humano, con una longitud entre 2,5 y 3 mm. La base del estribo es la más externa de la cruz de huesecillos auriculares.

## Enfermedades clínicas
Esclerosis del oído/ otosclerosis /otospongiosis
La otosclerosis es una enfermedad hereditaria del oído medio, que puede ser espontánea o congénita, debido al crecimiento anormal del hueso esponjoso que rodea el estribo, inmovilizándolo. Este crecimiento impide que el estribo vibre de forma adecuada como respuesta al sonido, de esta manera el sonido que se transmite al oído interno es reducido, produciendo una pérdida auditiva.
Si el crecimiento del hueso perfora y daña los nervios que transmiten la información al oído interno con al cerebro, se produciría una pérdida auditiva neural.
Este trastorno afecta a adultos jóvenes y tiene mayor incidencia en mujeres de raza blanca. Generalmente afecta a un oído y luego al otro.
Síntomas
-          Pérdida de audición o hipoacusia (el más reportado).
-          Vértigo o mareos
-          Acúfenos o tinnitus 
La pérdida auditiva suele comenzar con la afectación a frecuencias bajas y progresando a frecuencias altas.
Tratamientos
-   Audífonos, son una solución para las primeros estadios de pérdida auditiva. Dado que la pérdida es progresiva, habría que utilizar audífonos más potentes con el paso del tiempo.
-   Estapedotomía: intervención quirúrgica que consiste en extirpar la parte del hueso esponjoso que ha crecido de forma anómala e insertar pequeño trasplante. 
-    Estapedectomía: intervención quirúrgica que consiste en extraer el estribo por completo y reemplazarlo por una pequeña prótesis.
En la mayoría de los casos tras la intervención quirúrgica recuperan parte de su audición, pero en otros casos puede empeorar la pérdida auditiva.

## Funciones del estribo
Su función en el proceso de audición es fundamental. Está unido por una parte al yunque y por otra a la ventana oval. Las ondas sonoras hacen vibrar la membrana timpánica y transmite las señales al martillo, que es el hueso más cercano. A continuación, el martillo transmite las vibraciones al yunque y al estribo y a su vez estos las conducen hasta la ventana oval. El pie del estribo empuja la ventana oval mediante la transmisión de la presión a través del estribo poniendo en movimiento el material linfático (linfa) contenido en el oído interno. Sin embargo, cuando un sonido fuerte es detectado por la cóclea (> 80 dB) la información se transmite a los núcleos del tronco cerebral. 
Un arco reflejo neural controla la contracción de estos músculos (en el humano solo se contrae el músculo del estribo). Esta contracción incrementa a rigidez de la cadena osicular, lo que limita su amplitud de desplazamiento para las frecuencias bajas y medias (<2000 Hz) lo que conlleva una reducción de la energía transmitida al oído interno. 
Por el contrario, este reflejo no protege al oído en los estímulos de frecuencias altas ni en las frecuencias efectivas si estas se prolongan por mucho tiempo. El estribo también juega un papel importante en la amplificación de la presión transmitida al tímpano de hasta 28dB. La ausencia del estribo puede producir pérdida auditiva de moderada a grave.

## Adaptación a la impedancia acústica
La impedancia es la tendencia que tiene un objeto para oponer resistencia al paso de cualquier tipo de energía. De modo que la impedancia acústica es la resistencia a la vibración sonora, y es importante en la transmisión del sonido a través del oído.
Cuando las ondas sonoras golpean la membrana timpánica, los huesecillos del oído se mueven, transmitiendo las ondas (del martillo al yunque, y del yunque al estribo). La base del estribo golpea la ventana oval y mueve los líquidos cocleares, desencadenando la audición. Hay una transformación de los cambios de presión del aire exterior, ya que la energía eólica, al pasar al oído medio se transforma en energía mecánica cinética. Y esta energía cinética se transforma en energía hidráulica en el oído interno.
Debido a la impedancia, la fuerza con la que el aire golpea la membrana timpánica no es suficientemente fuerte como para causar un movimiento brusco a nivel de los líquidos cocleares. La impedancia de los líquidos cocleares es mayor que la impedancia del aire. Por eso, la impedancia es mayor en el oído interno (donde hay líquido), que en el oído medio (donde hay aire). Por este motivo, en el oído medio existen dos mecanismos de ajuste de impedancias:
1.      La membrana timpánica posee un área de superficie de 55 mm², mientras que el área de superficie de la ventana oval y de la base del estribo es de 3.2 mm². De esta manera, la relación entre las áreas de la membrana timpánica y de la ventana oval es de 17/1. Lo que significa que la energía que alcanza al tímpano se incrementa unas 17 veces en la ventana oval.
2.      La cadena osicular actúa como un sistema de palanca, que aumenta la energía que impacta en la ventana oval.

## Reflejo estapedial
Como función específica del estribo encontramos el reflejo estapedial o de atenuación, es un sistema de reducción del paso del sonido de hasta 20dB.
Esta impedancia auditiva es producida por la contracción del músculo del estribo, inervado por el nervio facial, que desplaza la base del huesecillo alejándola de la ventana oval para debilitar la intensidad del impacto mecánico que este ejerce al oído interno.
Este tipo de mecanismo protector e involuntario, de respuesta bilateral, actúa tardíamente, unos 0,15s después de que se presente un estímulo auditivo comprendido entre 75 a 95 dBSLP.